# Republic Airways Holdings
Republic Airways Holdings, Inc. (NASDAQ: RJET) ist eine US-amerikanische Holding. Das Unternehmen unterhält die Tochtergesellschaft Republic Airline, die derzeit für Delta Air Lines, American Airlines und United Airlines überwiegend Zubringerflüge innerhalb der USA durchführt.

## Geschichte
Republic Airways wurde 1998 als Holdinggesellschaft in Indianapolis gegründet. Das einzige Tochterunternehmen war damals die gerade aufgekaufte Chautauqua Airlines, die für US Airways (und zuvor für deren Vorgängerin Allegheny Airlines) Regionalflüge durchführte. Der Name sollte an den Erfolg der 1986 aufgelösten Republic Airlines (1979–1986) anknüpfen, zu der ansonsten allerdings keinerlei Verbindung bestand. Am 15. Mai 1998 kaufte Wexford Management, zu der noch andere US-amerikanische Fluggesellschaften gehörten, Republic Airways auf. 1999 gründete Republic Airways formal die Tochtergesellschaft Republic Airline, unter deren Namen allerdings zunächst keine Fluggesellschaft betrieben wurde. Man hatte sich lediglich den Markennamen gesichert. Am 26. Mai 2004 brachte Wexford Management Republic Airways als RJET an den NASDAQ.
Die Tochtergesellschaft Chautauqua Airlines führte in den Folgejahren Regionalflüge unter anderem für American Airlines, Trans World Airlines, Continental Airlines, United Airlines, America West und Delta Air Lines durch.
2004 wurde die Tochtergesellschaft Republic Airline als Fluggesellschaft lanciert. Damit konnte das Unternehmen eine Vertragsklausel mit der Pilotengewerkschaft der American Airlines umgehen, nach der für American tätige Regionalfluggesellschaften keine Flugzeuge mit mehr als 50 Passagiersitzen betreiben durften. Die für American tätige Chautauqua Airlines hatte für United Express ihre Flotte um Embraer 170 mit 70 Sitzen erweitert. Diese Maschinen wurden deshalb schließlich an Republic Airline überführt. 2005 zahlte Republic Airways $6,6 Millionen an die Allied Pilots Association, um den Disput beizulegen. Um weiteren Zahlungen vorzubeugen, kaufte Republic Airways die Fluggesellschaft Shuttle America und überführte die Embraer 170 Maschinen dorthin. Shuttle America war vorher ausschließlich mit Saab 340 Fluggerät geflogen. Im September desselben Jahres erwarb Republic 113 Slots am Ronald Reagan Washington National Airport, 24 Slots am LaGuardia Airport und 10 Embraer 170 von US Airways, die danach an US Airways verleast wurden.
Im Januar 2007 unterzeichnete Republic Airways einen 11-Jahres-Vertrag mit Frontier Airlines, gemäß dem Chautauqua Airlines Regionalflüge als Frontier JetExpress durchführte. Am 23. April 2008 kündigte Republic diesen Vertrag, nachdem Frontier Airlines Anfang April unter den Insolvenzschutz gemäß Chapter 11 gestellt worden war, und forderte die eingesetzten Embraer 170 bis 23. Juni von Frontier zurück. Grund war der hohe Bedarf an Maschinen dieses Typs für andere Einsätze. Im Juli 2009 übernahm Republic Airways die Mehrheiten an den Fluggesellschaften Midwest Airlines und Mokulele Airlines. Im Oktober 2009 gab Republic Airways das Angebot bekannt, zusammen mit verschiedenen Finanzinstitutionen die Schulden der Frontier Airlines Holdings zu übernehmen und kaufte damit Frontier Airlines formal auf. Bis 2010 wurde Midwest Airlines mit Frontier verschmolzen und lediglich der letztere Markenname beibehalten. Am 2. Dezember 2013 veräußerte Republic die Tochter Frontier an den Investor Indigo Partners. Der Anteil an Mokulele ging an die Mesa Air Group.
Im November 2011 bestellte Republic Airways 60 Airbus A320neo und 20 Airbus A319neo für Frontier Airlines. Alle Maschinen werden mit Leap-X-Triebwerken von CFM ausgestattet. Der Auftrag belief sich auf einen Gesamtwert von knapp sieben Milliarden US-Dollar.
2014 kündigte Republic Airways an, die Tochtergesellschaften Republic Airline, Shuttle America and Chautauqua Airlines aus Kostengründen zu verschmelzen. Chautauqua Airlines ging demnach in Shuttle America auf und beendete am 31. Dezember 2014 den Flugbetrieb. Shuttle America wiederum wurde in der Folge in Republic Airline integriert und hörte am 30. März 2017 auf zu existieren.
Am 25. Februar 2016 meldete Republic Airways, Inc. Schutz vor Gläubigern nach Chapter 11 an, der am 30. April 2017 mit einem Restrukturierungsplan beendet wurde.